# 박진수 (기업인)
박진수(朴鎭洙, 1952년 3월 1일 ~ )는 대한민국의 기업인이다. 현재 LG화학 부회장이다.

## 학력
- 인천 제물포고등학교 졸업
- 서울대학교 화학공학과 학사

## 경력
- 1977년 : 럭키 프로젝트실 입사
- 1996년 : LG화학 여천 스티렌수지 공장장, 상무
- 1999년 : LG화학 특수수지 사업부장, 상무
- 2002년 : LG화학 ABS/PS 사업부장, 상무
- 2003년 : 현대석유화학 공동대표이사
- 2005년 : LG석유화학 대표이사
- 2006년 ~ 2008년 : 한국화학물질관리협회 회장
- 2008년 : LG화학 석유화학사업본부장, 사장
- 2012년 ~ 2014년 : 한국화학물질관리협회 회장
- 2012년 12월 : LG화학 CEO, 사장
- 2013년 ~ : 한국공학한림원 최고경영인 평의회 부의장
- 2013년 ~ : 한국석유화학협회 부회장
- 2013년 ~ : 한국화학산업연합회 부회장
- 2014년 ~ : 서울상공회의소 부회장
- 2014년 ~ : 한국산업기술진흥협의회 부회장
- 2014년 ~ : 지속가능발전기업협의회 부회장
- 2014년 ~ 2018년 : LG화학 대표이사, 부회장
- 2019년 ~ : LG화학 이사회 의장, 상근고문

## 수상
2015년 서울대학교 공과대학의 '올해의 자랑스러운 공대 동문상' 수상자로 선정되었다.